# Rochuskapelle (Mannersdorf an der March)

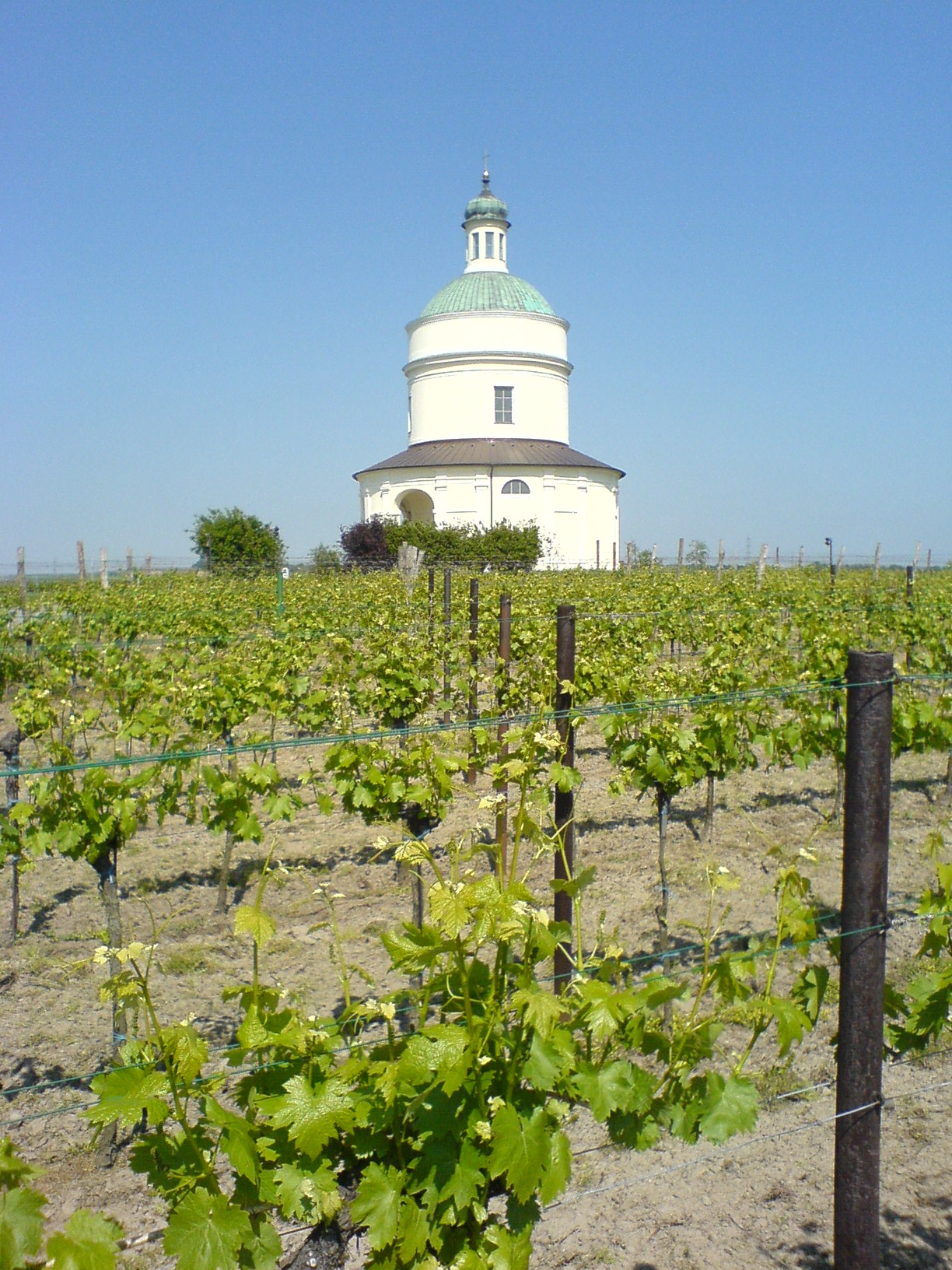
Rochuskapelle oder Wutzelburg in Mannersdorf an der March

Die Rochuskapelle auf dem Rochusberg bei Mannersdorf an der March (der runden Form wegen auch Wutzelburg) ist eine Kapelle in der Gemeinde Angern an der March in Niederösterreich. Sie steht unter Denkmalschutz (Listeneintrag).

## Geschichte
Die Errichtung der Kapelle, geht auf ein Gelöbnis von Rudolf von Teuffenbach aus der Zeit zwischen 1622 und 1634 zurück. Als Anlass werden seine Erfahrungen mit der Pest genannt, die er als Feldherr während des Dreißigjährigen Krieges machte.
Am 29. Juli 1637 suchte Rudolf von Teuffenbach beim Bischof von Passau um den Konsens für die von ihm auf seinem eigenen, zwischen Stillfried und Angern an der March gelegenen Grund. Nachträglich erklärte er sich auch dazu bereit, die Kapelle aus eigenen Mitteln zu dotieren und zu erhalten. Am 3. Juli 1647 schließlich ersuchte derselbe das Offizial in Passau, die bis auf die Ringmauer fertige Kapelle nach Ebenthal einzupfarren und einzuweihen.
Die die Kapelle umgebende Ringmauer war 1652 immer noch nicht errichtet, da der Bauherr in seinem Testament vom 26. Dezember 1652 eine eigene Bestimmung über Baumaterialien und Geld einfügte.
Wann die Rochuskapelle geweiht oder fertiggestellt wurde, ist nicht bekannt.
Um 1680 kam es zwischen Freiherr Bernhard von Fünfkirchen und seinem Pfleger sowie dem Pfarrer von Ebenthal zu einem Streit um den Verbleib der  eingenommenen Opfergelder, der sich jahrelang hinzog, angeblich auch in Handgreiflichkeiten ausartete und in die auch der Kaiser und der apostolische Nuntius hineingezogen wurden. Am 11. August 1696 kam es in Wien endlich zu einem Vergleich zwischen Bernhard von Fünfkirchen und dem Passauischen Offizialat.
Ab 1722 befand sich die Rochuskapelle im Besitz der Familie Kinsky, die für die Altäre Altarbilder anschaffte und 1840 eine Renovierung finanzierte. Dabei wurde die ursprüngliche barocke Kuppel durch ein Kegeldach ersetzt.
Im Zuge einer weiteren, 1886 von Graf Christian Kinsky beauftragten Renovierung erhielt das Dach der Kapelle einen neuen, laternenartigen Aufbau.
Im Jahr 1928 schenkte Wilhelm Löw, Besitzer der Herrschaft Angern, der Gemeinde Mannersdorf an der March die Rochuskapelle. Im selben Jahr wurde die mittlerweile stark vernachlässigte Kapelle unter Mitwirkung des Denkmalamts instand gesetzt und erhielt auch das Kuppeldach wieder. Die Arbeiten dauerten bis 1931.
In den Jahren 1976/1977 wurde die Rochus-Kapelle erneut restauriert.

## Beschreibung
Die Rochus-Kapelle besteht aus einem dreigeschoßigen runden von einer Kuppel mit Laterne abgeschlossenen Zentralbau. Umschlossen wird die Kapelle von einem konzentrischen, eingeschoßigen Ringbau mit Pilastergliederung.
Die Einrichtung der Kapelle stammt aus dem 20. Jahrhundert.